# Neuf-Église
Neuf-Église är en kommun i departementet Puy-de-Dôme i regionen Auvergne-Rhône-Alpes i centrala Frankrike. Kommunen ligger i kantonen Menat som tillhör arrondissementet Riom. År 2022 hade Neuf-Église 320 invånare.

## Befolkningsutveckling
Antalet invånare i kommunen Neuf-Église
| Referens: INSEE |